# Арзола, Фернандо
Фернандо Алехандро Арзола Лопес (исп. Fernando Alejandro Arzola Lopez; род. 12 ноября 2002, Куба) — кубинский боксёр-любитель, выступающий в супертяжёлой весовой категории.
Член национальной сборной Кубы, серебряный призёр чемпионата мира (2023), бронзовый призёр Панамериканских игр (2023), бронзовый призёр молодёжного чемпионата мира (2021), многократный победитель и призёр международных и национальных турниров в любителях.

## Биография
Фернандо Алехандро Арзола Лопес родился 12 ноября 2002 года на Кубе.

## Любительская карьера

### 2021—2023 годы
В апреле 2021 года стал бронзовым призёром молодёжного чемпионата мира в Кельце (Польша), в весовой категории свыше 91 кг, в полуфинале проиграв армянину Ованнесу Папазяну.
В мае 2023 года, в Ташкенте (Узбекистан) стал серебряным призёром чемпионата мира в весе свыше 92 кг. Где он в 1/16 финала соревнований по очкам единогласным решением судей (5:0) победил итальянца Диего Лензи, затем в 1/8 финала по очкам единогласным решением судей (5:0) победил индийского боксёра Нарендера Бервала, в четвертьфинале по очкам единогласным решением судей (5:0) победил, отправив его в нокдаун по ходу боя, опытного этнического казаха выступающего за Китай Данабека Байгазы, в полуфинале он по очкам (4:1) победил опытного азербайджанца Мухаммада Абдуллаева, но в финале он досрочно проиграл Олимпийскому чемпиону 2020 года узбеку Баходиру Жалолову.

### 2024 год
В марте 2024 года, в городе Бусто-Арсицио (Италия) участвовал в 1-м мировом Олимпийском квалификационном турнире, где он дошёл до 1/8 финала в весе свыше 92 кг, в котором по очкам со счётом 2:3 проиграл китайцу Данабеку Байконысу, и не смог завоевать лицензию для участия в Парижской Олимпиаде-2024.